# Скрещивание языков
Скре́щивание языко́в, скреще́ние языков — устаревший термин для обозначения одной из разновидностей конвергенции языков, употребление которого базировалось на представлении о том, что к возникновению генетически самостоятельных языков может приводить не только дивергенция единого праязыка, но и активное взаимодействие первоначально не родственных языков.
Теория скрещивания языков не принимается современным языкознанием:107.

## Использование понятия
Концепция скрещивания языков получила распространение в период, когда сравнительно-историческое языкознание в лице младограмматизма подвергалось критическому переосмыслению. Идея скрещения служила критике представления о «родословном древе» языков, введённого А. Шлейхером и предполагавшего лишь расхождение, дивергенцию языков:78.
Выдвинувший концепцию скрещивания Г. Шухардт отмечал, что не существует языка, который был бы свободен от скрещений и заимствованных элементов; Шухардт ошибочно полагал, что во многих случаях невозможно однозначно определить генетическую принадлежность того или иного языка, поскольку он может происходить от нескольких языков-предков в результате скрещения:107.
Возможность скрещения языков признавал и И. А. Бодуэн де Куртенэ:249, назвавший одну из своих статей «О смешанном характере всех языков»:78. Ему наследовал и Л. В. Щерба, предпочитавший термин «смешение языков» и изложивший свои взгляды в статье «О понятии смешения языков». Щерба, однако, допускал, что «смешение языков не предполагает обязательно потери чувства непрерывности данного языка», и не отвергал традиционной генетической классификации языков; так, по Щербе, от процессов смешения с негерманскими языками английский язык не перестал быть германским.

### «Новое учение о языке»
Наряду с теорией стадиальности, постулат о скрещивании языков был одним из основоположений «нового учения о языке» Н. Я. Марра. Согласно теории Марра, языковой дивергенции, а следовательно языкового родства быть не может; языки лишь скрещиваются, и множество языков, возникших независимо друг от друга, должно через скрещения преобразоваться в единый язык человечества:112. Даже существующие ныне диалекты, по Марру, некогда представляли собой самостоятельные языки.
Критикуя концепцию скрещения языков Н. Я. Марра, И. В. Сталин в статье «Марксизм и вопросы языкознания» отмечал, что при скрещивании невозможно ожидать возникновения нового языка «путём взрыва, путём внезапного перехода от старого качества к новому качеству». Согласно статье, скрещивание занимает сотни лет, а его продуктом является не совершенно новый язык, а «вышедший победителем» один из исходных языков с несколько изменённым лексическим фондом. Впрочем, И. В. Сталин не призывает отказаться от применения термина «скрещивание».

### Е. Д. Поливанов
Возможность скрещивания языков, хотя и наряду с дивергенцией, признавалась Е. Д. Поливановым. Процессы скрещивания Поливанов называл гибридизацией (для родственных языков) и метизацией (для неродственных языковых систем):249.

## Критика понятия
В современном языкознании считается, что собственно скрещивание языков никогда не имеет места. Несмотря на то, что языковые контакты могут приводить к взаимному уподоблению языков на различных языковых уровнях, что в некоторых случаях приводит к возникновению языковых союзов, в ходе таких процессов языки — члены союза сохраняют черты, позволяющие однозначно определить их принадлежность к той или иной языковой семье (к примеру, базисную лексику). Наиболее близки к «скрещиванию» процессы пиджинизации, приводящие к образованию креольских языков, но и креольские языки обыкновенно сохраняют характерные черты определённой языковой семьи.